# Museo del Risorgimento (Milano)
Il Museo del Risorgimento di Milano è uno spazio espositivo nato nel 1886 e dedicato all'epoca risorgimentale. Ha sede nel settecentesco palazzo Moriggia ed illustra un periodo di storia italiana compreso fra il 1796 (prima discesa in Italia di Napoleone Bonaparte) ed il 1870 (presa di Roma).

## Storia
Il museo ebbe origine da un nucleo di reperti e documenti risalenti al Risorgimento che vennero raccolti a Milano e nelle zone circostanti per l'Esposizione generale italiana di Torino del 1884. Alla raccolta parteciparono diverse personalità di spicco della Milano dell'epoca come Carlo d'Adda, Cesare Correnti, Gian Alfonso Casati, Enrico Guastalla, Giovanni Visconti Venosta, Gerolamo Induno ed Eleuterio Pagliano.
Terminata la manifestazione torinese, i cimeli tornarono a Milano e furono trasferiti nel salone dei Giardini pubblici di Porta Venezia, dove fu solennemente fondato, il 24 giugno 1886, il Museo del Risorgimento del capoluogo lombardo. Nel 1896 lo spazio espositivo fu spostato nelle sale della Rocchetta al Castello Sforzesco. Nel 1943, a causa dei bombardamenti che colpirono il castello, il museo venne trasferito temporaneamente al piano terreno di Casa Manzoni. Infine, nel 1950, lo spazio espositivo venne collocato all'interno di palazzo Moriggia, sua sede definitiva.
Presso Palazzo Moriggia hanno sede anche il Comitato di Milano dell'Istituto per la storia del Risorgimento italiano, incaricato della pubblicazione della rivista Il Risorgimento e il Comitato italo-svizzero per la pubblicazione delle opere di Carlo Cattaneo.

## Le esposizioni

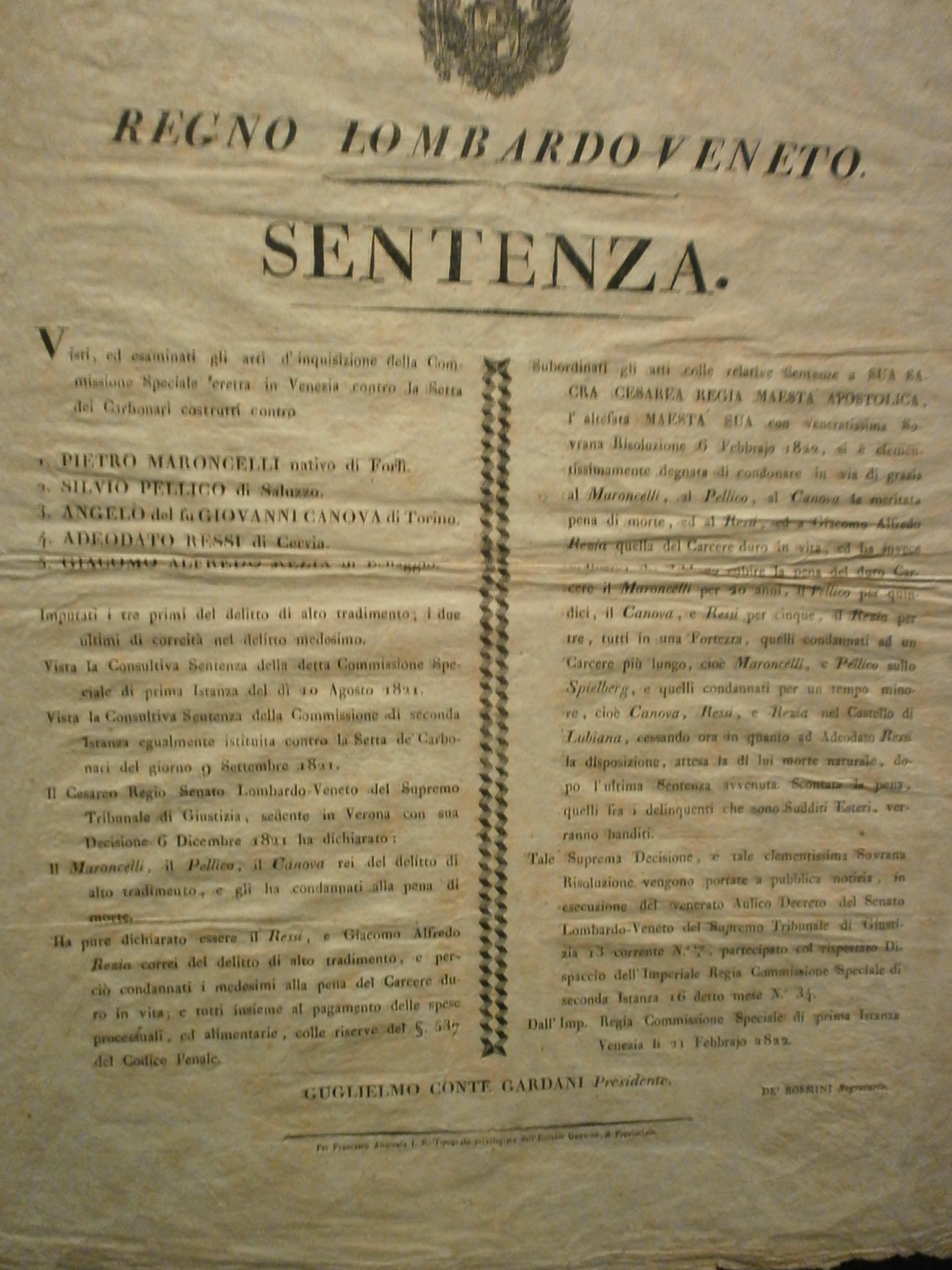
Sentenza di condono della pena di morte per Silvio Pellico, Pietro Maroncelli, Angelo Canova e del carcere duro in vita per Giacomo Alfredo Rezia e Adeodato Ressi

Il Museo del Risorgimento raccoglie opere d'arte, cimeli, dipinti, stampe, armi ed oggetti che ricordano l'epoca napoleonica, le guerre d'indipendenza, le Cinque Giornate di Milano e l'epopea garibaldina. Il museo, assieme a Palazzo Morando, contiene le Raccolte Storiche del Comune di Milano, che sono finalizzate a scopi educativi e culturali.
Il percorso espositivo, che è stato progettato in modo da seguire l'ordine cronologico degli eventi, si snoda attraverso quattordici sale storiche a cui si è recentemente aggiunta la nuova Sala d'Armi. L'ultimo rinnovo risale al 1998 quando furono riprogettate le strutture espositive permanenti destinate ai nuclei salienti delle collezioni.

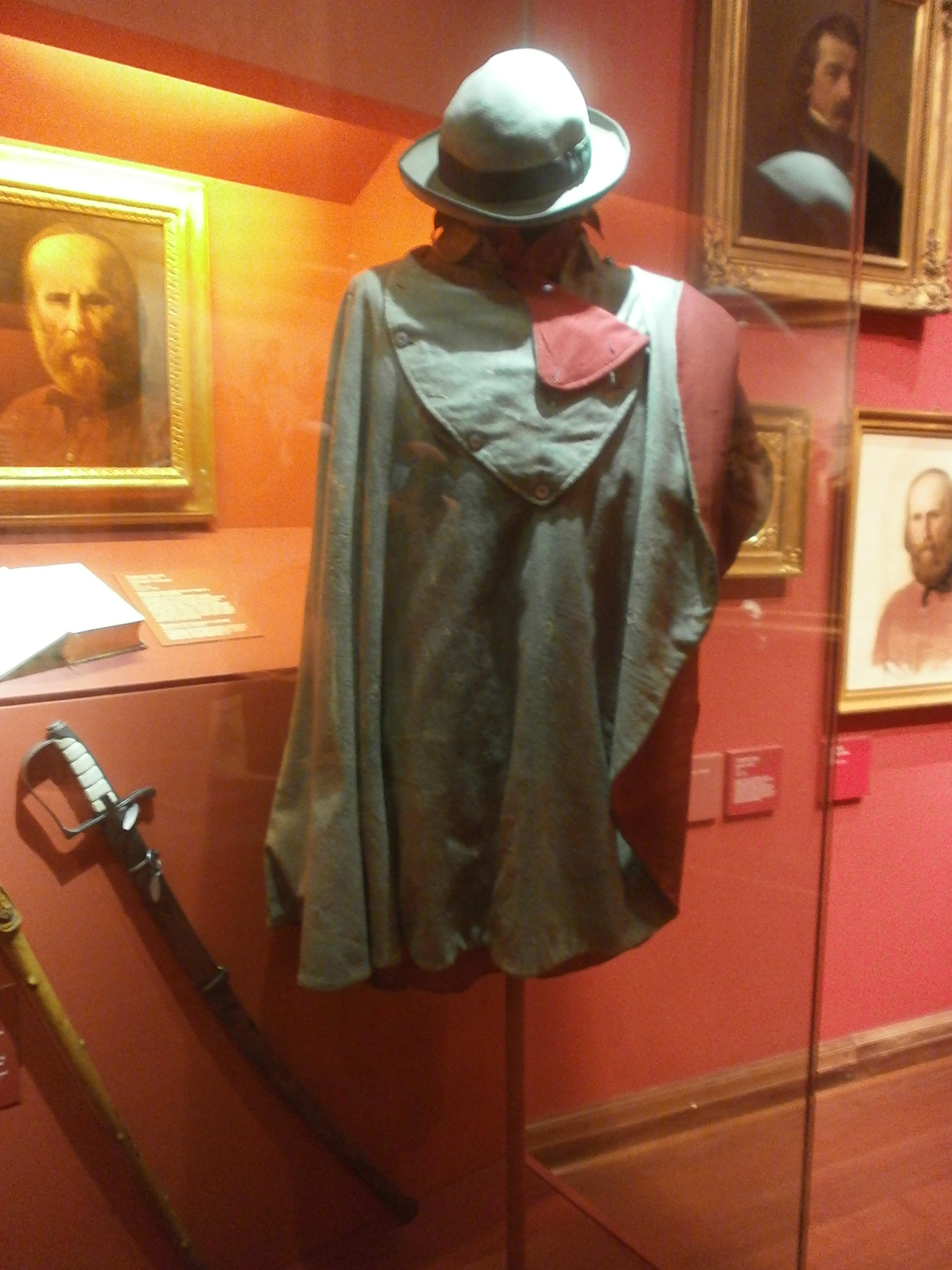
Poncho e camicia rossa indossati da Giuseppe Garibaldi

L'esposizione, da un punto di vista cronologico, parte dai reperti della prima campagna d'Italia di Napoleone (1796-1797), tra i quali è compreso uno degli stendardi originali della Legione Lombarda Cacciatori a cavallo (1796), e prosegue con cimeli ascrivibili alla Repubblica Italiana del 1802-1805. La collezione del museo può vantare il manto verde e argento e le preziose insegne regali della successiva incoronazione di Napoleone Bonaparte a Re d'Italia (1805). La collezione di cimeli, dipinti e sculture risalente al periodo imperiale (1804-1814) è particolarmente ricca.
Il percorso espositivo continua con reperti risalenti alla Restaurazione (1814), tra cui spiccano alcuni cimeli appartenenti a Silvio Pellico, per proseguire con oggetti risalenti alle Cinque Giornate di Milano (1848). Tra questi ultimi, è di notevole interesse storico la campana della torre di piazza dei Mercanti che si ruppe mentre suonava ininterrottamente per chiamare il popolo alla rivolta. Risale alle Cinque Giornate anche il tricolore originale che sventolò sul Duomo di Milano il 20 marzo 1848.
Sono anche conservati reperti collegati alla Repubblica Romana del 1849, tra cui una delle bandiere tricolori originali che vennero utilizzate durante l'esistenza di questo Stato repubblicano e che riporta la scritta "Dio e popolo". La raccolta prosegue con cimeli risalenti alla seconda (1859) e alla terza guerra d'indipendenza (1866). Sono esposti al museo anche la Bibbia ricevuta in dono dalle nobildonne inglesi, e un poncho con camicia rossa, appartenuti a Giuseppe Garibaldi.
È notevole la raccolta di dipinti, che comprende quadri databili dalle Cinque Giornate di Milano (1848) alla presa di Roma (1870). I quadri più importanti riguardanti le Cinque Giornate che sono conservati al museo sono "Il combattimento a Porta Tosa durante le Cinque Giornate" di Carlo Canella, la "Ritirata degli Austriaci dal dazio di Porta Tosa", "L'armeria del nobile Uboldi saccheggiata dagli insorti milanesi" di Carlo Bossoli. Collegato alla Repubblica Romana è invece il quadro "Garibaldi e il maggiore Leggero trasportano Anita morente" di Pietro Bouvier, mentre ispirati alla seconda guerra d'indipendenza sono la "Battaglia di Magenta" di Gerolamo Induno, la "Presa del cimitero di Solferino" di Eleuterio Pagliano e "Milano alla notizia dell'armistizio di Villafranca" di Domenico Induno. Legato all'impresa dei Mille (1860) è "L'imbarco dei Mille a Quarto" di Gerolamo Induno, mentre l'epilogo della terza guerra d'indipendenza è immortalato dal quadro, sempre dello stesso autore, "Ingresso di Vittorio Emanuele II in Venezia". La presa di Roma è invece rappresentata da "La Breccia di Porta Pia" di Carlo Ademollo e da "Il Plebiscito romano" di Luigi Riva.